# Tongerlo (Anvers)
Pour les articles homonymes, voir Tongerlo.
Tongerlo, parfois encore écrit Tongerloo en français, selon l'ancienne orthographe néerlandaise, est un village au bord de la Wimp faisant partie de la commune de Westerlo, dans la province d'Anvers (Région flamande de Belgique). C'était une commune à part entière avant la fusion des communes de 1971. Le hameau d'Oosterwijk fait également partie de Tongerlo.

## Démographie

### Évolution démographique
- Sources : INS, Rem. : 1831 jusqu'en 1970 = recensements[4].

## Curiosités - Patrimoine
- L'abbaye prémontrée de Tongerlo, fondée en 1130 et restaurée en 1840. Église néo-gothique de 1852-1858 d'après les plans de l'architecte Pierre Paul Stoop[5].

- Dans l'abbaye : le musée Leonardo da Vinci abrite une immense toile, copie de La Cène que Léonard de Vinci peignit sur un mur du couvent de Sainte-Marie-des-Grâces à Milan, entre 1495 et 1498. Cette réplique fidèle fut exécutée à Amboise moins de vingt ans après[6].
- Chapelle Onze-Lieve-Vrouw ten Eik, dans la rue Geelsestraat : Erigée en 1639 ; agrandie vers 1675. Rénovée en 1842 et 1977. Monument classé depuis le 12 novembre 1975 [7].
- Le Beddermolen, moulin à vent en bois, et sa ferme sont classés par arrêté royal du 30 décembre 1960 [8].
- le château historique Hof ter bruelen et la maison du jardinier construits avec des matériaux d'époque ancienne sur des terres familiales[9] boisées en 1915 par le baron et la baronne de Trannoy pendant la Première Guerre mondiale, sont classés le 12 avril 2002[10]

## Liste desbourgmestres[11]
- Victor-August Noels de 1908 à 1911
- Prosper Maes de 1912 à 1924
- Baron Henri de Trannoy, de 1924 à 1953 (date de son décès)
- Jos Van Kerchoven, de 1953 à 1970 (date des fusions de communes)